# The End (píseň, The Doors)
„The End“ je název skladby The Doors, americké rockové skupiny přelomu šedesátých a sedmdesátých let 20. století. Poprvé skladba zazněla na albu The Doors, kde jako 11. píseň v pořadí uzavírala celé album. Na albu je takřka 12 minut dlouhá, některé další verze na výběrových albech The Doors mohou být kratší. Kvůli textu písně byli Doors nuceni ukončit své hraní v klubu Whisky a Go Go.
Časopis Rolling Stone v roce 2004 píseň zařadil mezi 500 největších písní všech dob na 328. místo.